# 貫索增一
牧夫座χ，又名BD+29 2640，HD 135502、SAO 83729、HR 5676，是牧夫座的一颗恒星，视星等为5.26，位于銀經45.16，銀緯58.52，其B1900.0坐标为赤經15h 10m 18.2s，赤緯+29° 58.52′ 7″。